# Karl-Heinz Körbel
Pour les articles homonymes, voir Korbel.
Karl-Heinz Körbel souvent appelé Charly Körbel est un footballeur allemand né le 1er décembre 1954 à Dossenheim. Il passe toute sa carrière de défenseur à l'Eintracht Francfort.
Il est le recordman de matchs disputés avec l'Eintracht Francfort avec 728 apparitions et en Bundesliga avec un total de 602 apparitions.

## Biographie

### Joueur

#### Les débuts
Karl-Heinz Körbel commence tôt le football au FC Dossenheim, le club de sa ville natale. Au début il préférait le poste de gardien de but, puis il joue en défense et plusieurs clubs s'intéressent à lui au début des années 70, à 16 ans après un essai au Hambourg SV il avait pratiquement un contrat en poche, mais ne voulant pas trop s'éloigner de sa région natale il demanda un temps de réflexion. D'autres clubs du Sud de l'Allemagne comme le VfB Stuttgart et Kickers Offenbach étaient sur le rang, mais à 17 ans il choisit l'Eintracht Francfort.

#### Eintracht Francfort
En 1972 il rejoint l'Eintracht Francfort, un club avec lequel il restera fidèle toute sa carrière au poste de stoppeur. Il arrête sa carrière de joueur à 36 ans, ayant disputé 602 matchs de Bundesliga, il détient le record, 70 matchs de Coupe d'Allemagne et 48 matchs de Coupe d'Europe.
Avec son club, Charly Körbel ne sera jamais champion d'Allemagne mais gagnera la Coupe UEFA 1979-1980 et quatre Coupes d'Allemagne (1974, 1975, 1981 et 1988). En finale du DFB Pokal 1975 c'est lui qui marque l'unique but de la rencontre.
Un autre but important dans sa carrière est celui en 1989 contre Hanovre 96  qui sauve Francfort de la relégation directe.
Charly Körbel voulait arrêter sa carrière lors du dernier match de la saison 1990-1991, à domicile contre le VfB Stuttgart, mais lors de l'avant dernière journée il reçoit son quatrième carton jaune de la saison qui le prive de ce match d'adieu à domicile. Körbel, le solide défenseur, n'aura tout au long de sa carrière jamais reçu de carton rouge.
Le 6 octobre 1991, Körbel aura tout de même droit à son match d'adieu, un match amical, une partie de plus parmi les quelque 320 rencontres amicales qu'il a disputé tout au long de sa carrière avec une soixantaine de buts marqués.
Il possède un magasin de sport dans sa ville natale.

#### En équipe nationale
Karl-Heinz Körbel portera six fois le maillot de l'équipe d'Allemagne entre décembre 1974 et octobre 1975. L'entraineur national Helmut Schön aurait voulu, après la Coupe du monde de football 1974, incorporer Körbel en défense, mais le capitaine Franz Beckenbauer lui reprocha ses velléités offensives, le libero munichois préférant un joueur plus en soutien à côté de lui. L'entraîneur obéit à son capitaine et Körbel ne sera plus appelé en équipe nationale.

### Entraîneur
Après sa carrière de joueur en 1991, Körbel enchaîne avec un poste d'entraineur adjoint toujours à l'Eintracht Francfort, en 1994 et 1996 il sera deux fois quelque temps seul aux commandes de l'équipe. Entre 1996 et 1998, il entrainera deux clubs de deuxième division puis reviendra à Francfort, où il aura un poste de recruteur.
En 2007, il crée un club pour les jeunes footballeurs encadrés par d'anciens joueurs professionnels, le JFC Francfort.

## Distinctions

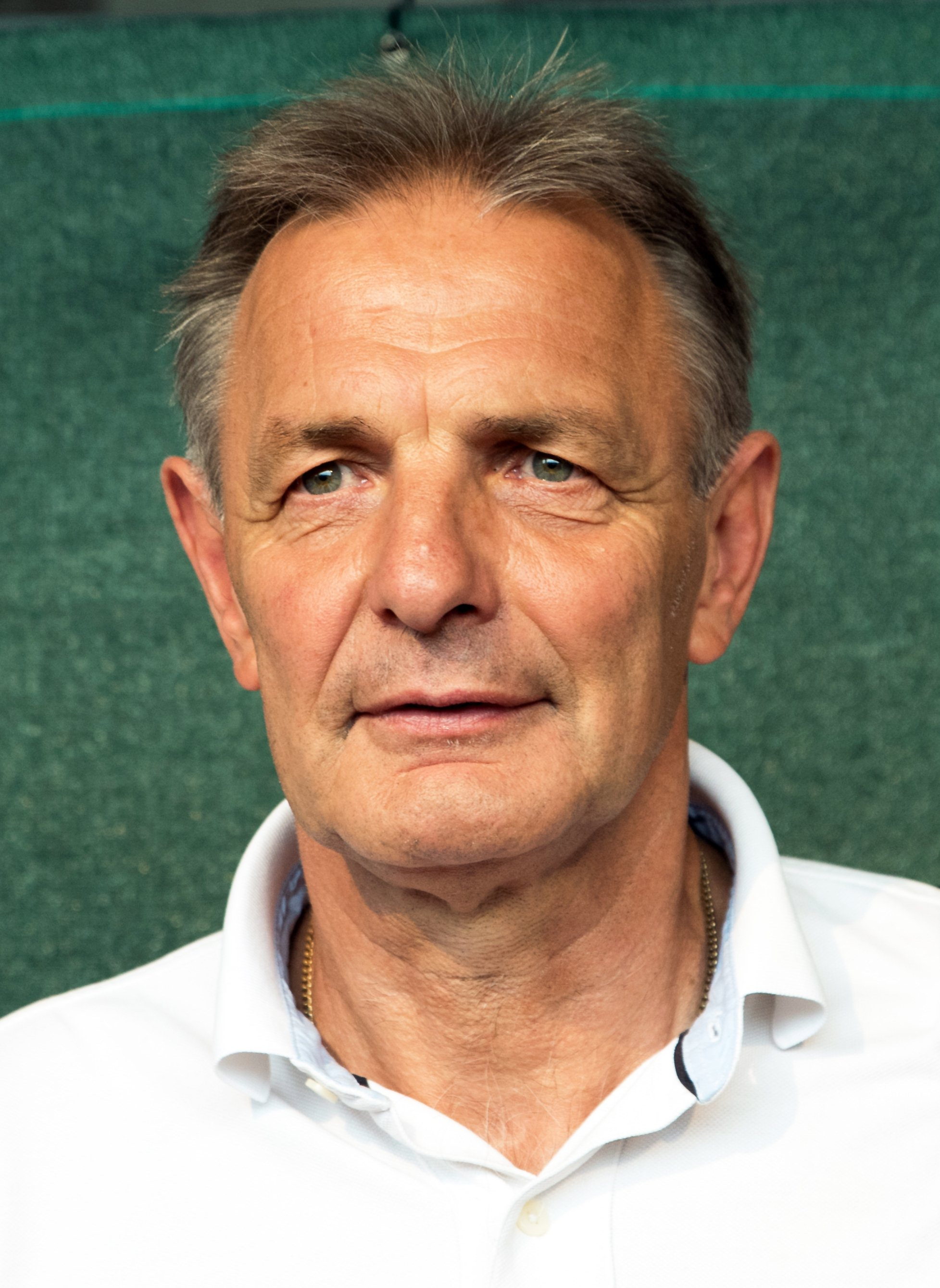
Körbel en 2016

- 2013 : A Francfort douze piliers de la station de métro Willy-Brandt-Platz représentent douze légendes de l'Eintracht Francfort, une d'elles représente Karl-Heinz Körbel[6].
- 2020 : Médaille d'honneur de la ville de Francfort[7]

## Palmarès
- Vainqueur de la Coupe de l'UEFA en 1980 avec l'Eintracht Francfort
- Vainqueur de la Coupe d'Allemagne en 1974, 1975, 1981 et 1988 avec l'Eintracht Francfort